# Kaizen (management)
Pour les articles homonymes, voir Kaizen.
 (août 2023).

Kaizen en kanjis.

Le kaizen est une méthode de gestion de la qualité basée sur une multitude de petites améliorations faites au quotidien.

## Définition
Le mot kaizen (改善) est la fusion des deux mots japonais, kai et zen, qui signifient respectivement « changement » et « meilleur ».
La traduction française courante est « amélioration continue ». En fait, par extension, on veut signifier « analyser pour rendre meilleur[réf. à confirmer]  ».
Le kaizen est un processus d'amélioration continue fondé sur des actions concrètes, simples et peu onéreuses. Mais c'est tout d'abord un état d'esprit qui nécessite l'implication de tous les acteurs.

## Démarche

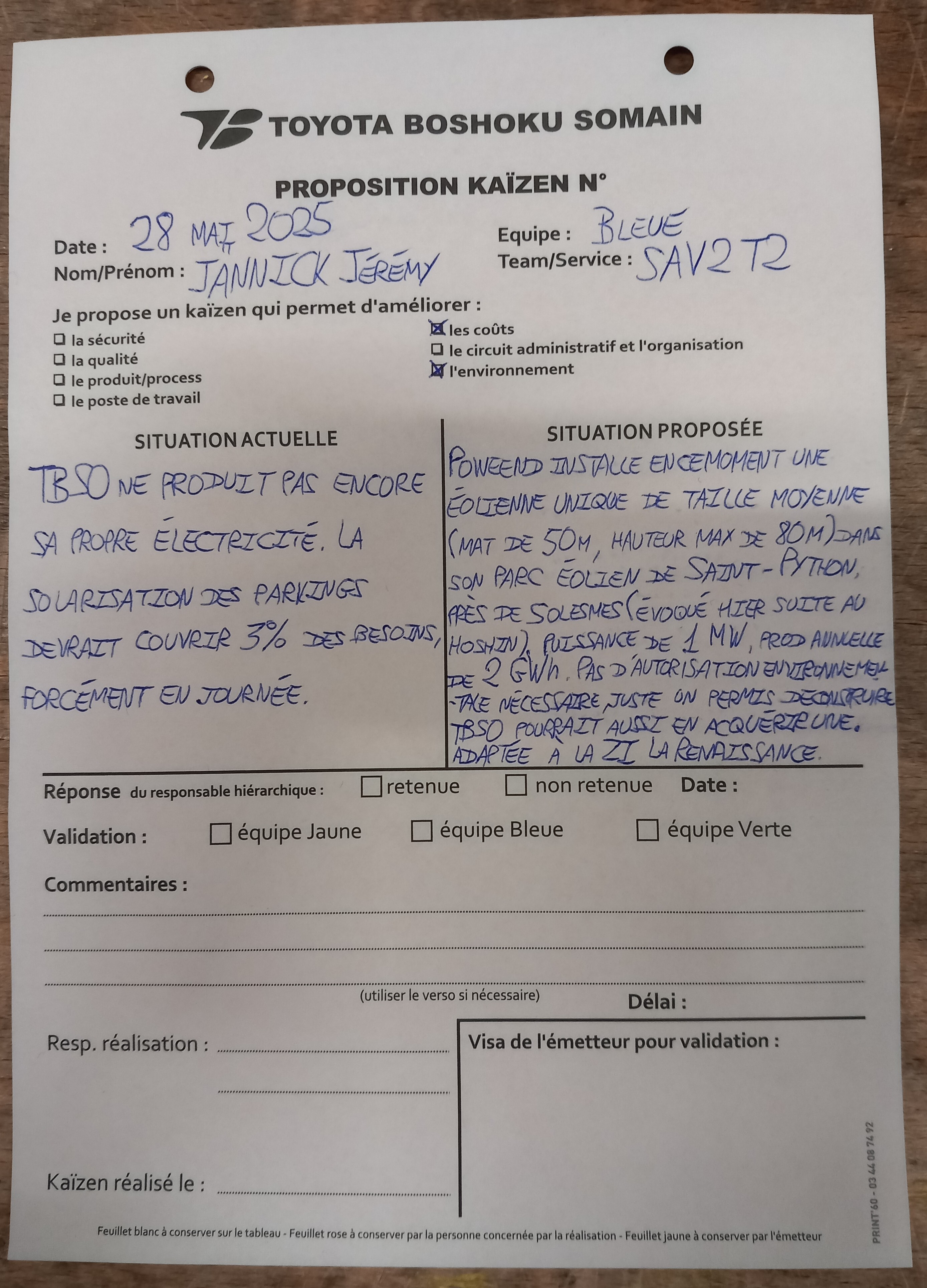
Kaizen proposant l'installation d'une éolienne de taille moyenne dans une usine de Toyota Boshoku.

Cette démarche japonaise repose sur des petites améliorations faites au quotidien, constamment. C'est une démarche graduelle et douce, qui s'oppose au concept plus occidental de réforme brutale du type « on jette le tout et on recommence à neuf » ou de l'innovation, qui est souvent le résultat d'un processus de réingénierie. En revanche, le kaizen tend à inciter chaque travailleur à réfléchir sur son lieu de travail et à proposer des améliorations. Donc, contrairement à l'innovation, le kaizen ne demande pas beaucoup d'investissements financiers, mais une forte motivation de la part de tous les employés.
En conséquence, plus qu'une technique de management, le kaizen est une philosophie, une mentalité devant être déployée à tous les niveaux de l'entreprise. La bonne mise en œuvre de ce principe passe notamment par :
- une réorientation de la culture de l'entreprise ;
- la mise en place d'outils et concepts comme la roue de Deming (cycle PDCA), les outils du TQM (gestion globale de la qualité), un système de suggestion efficace et le travail en groupe ;
- la standardisation des processus ;
- un programme de motivation (système de récompense, satisfaction du personnel) ;
- une implication active du management pour le déploiement de la politique ;
- un accompagnement au changement, lorsque le passage au kaizen représente un changement radical pour l'entreprise.

Le kaizen est devenu plus populaire en Occident par l'utilisation du kaizen blitz, ou kaikaku en japonais (bien que dérivée de la méthode kaizen classique, le kaizen blitz en est en quelque sorte l'opposé, puisque s'orientant vers un changement radical en peu de temps[réf. à confirmer] ). On parle parfois de kaizen flash, de « percée kaizen » ou de méthode Hoshin. En fait cette activité s'apparente à la « corvée d'entraide », où un groupe d'individus s'entraide pour rapidement passer au travers d'une problématique. Au lieu d'un projet qui dure des mois, cinq jours sont suffisants pour réaménager complètement une usine, un atelier, un entrepôt. Pour une organisation de service ou gouvernementale, les cinq jours serviront à cartographier le processus actuel, à développer le nouveau processus, à en faire une analyse détaillée, à développer les nouvelles instructions de travail, préparer le plan d'implantation (gestion de projet), et faire un plan de communication ; le défi sera le suivi de l'implantation.